# 穢れなき軍団 (ゲーム・オブ・スローンズ)
『穢れなき軍団』はHBO(日本ではスター・チャンネルが放送)のファンタジー・ドラマ・シリーズである『ゲーム・オブ・スローンズ』の第3章『戦乱の嵐-前篇-』の第4話である。プロデューサーでもあるデイヴィッド・ベニオフ と D・B・ワイスによって、原作『剣嵐の大地』に基づいて脚本が書かれ、 アレックス・グレイヴスが監督した。
ピーター・ベイリッシュがサンサを高巣城に連れて行くつもりであると知ったヴァリスは、レディ・オレナに働きかけてサンサとロラス・タイレルの結婚の話を進める。シオンは脱走するが再び牢に連れ戻される。アリア、ジェンドリー、ハウンドは〈旗標なき兄弟団〉に捕えられる。〈冥夜の守人〉の反乱者が〈クラスターの砦〉でクラスターとモーモント総帥を殺す。デナーリスはドラゴン一頭と引き換えに去勢兵の〈穢れなき軍団〉を手に入れた後、ドラゴンを取り戻しアスタポアを略奪する。

## あらすじ

### キングズランディング
ティリオン(ピーター・ディンクレイジ)はヴァリス(コンリース・ヒル)に、〈ブラックウォーターの戦い〉の最中に自分を殺させようとしたのが摂政太后サーセイ (レナ・ヘディ)である証拠を欲しいと言う。証拠はないとヴァリスは言い、その昔ミアで妖術師に去勢された時のことを物語る。話が終わると、ヴァリスは大きな箱を開けて中に閉じ込められた妖術師を見せ、復讐するつもりだと言う。後にヴァリスは娼婦のロスから、ピーター・ベイリッシュ公(エイダン・ギレン)がライサ・アリンと結婚するために高巣城に行く際に、サンサを連れていくつもりだと聞き出す。後にヴァリスはレディ・オレナ(ダイアナ・リグ)と会って、ベイリッシュがサンサに興味を持っていることを話す。〈北部〉の世継ぎであるサンサを自由にして権力を強めれば、ベイリッシュは危険な存在になるかもしれないと警告する。
ジョフリー王(ジャック・グリーソン)は、レディ・マージェリー(ナタリー・ドーマー)をベイラー大聖堂に連れていくが、そこではサーセイとレディ・オレナが結婚式の話をしている。マージェリーはジョフリーが民衆を愛するべきだと言い、人々に手を振るため外へ連れ出すが、サーセイはこれに怒る。後にサーセイは父タイウィン・ラニスター(チャールズ・ダンス)と会い、ジェイミーを取り戻すことの重要さと タイレル家の脅威について話す。サーセイは、マージェリーがジョフリーを操っていると不信の念を持つ。サンサが〈神々の森〉で祈っているところにマージェリーが話しかけ、親しくなろうとする。マージェリーは、故郷のハイガーデンを見に来てほしいと言うが、サーセイが許さないだろうとサンサは言う。王妃になった暁には、サンサと兄のロラス・タイレルの結婚を取り計らうと言い、サンサを喜ばせる。

### 〈北部〉
ブラン(アイザック・ヘンプステッド＝ライト)は夢の中でジョジェン・リード(トーマス・サングスター)とともに〈三つ目の鴉〉を追いかけて〈神々の森〉を走る。ブランは鴉を追いかけて木に登るが、母キャトリン(ミシェル・フェアリー)に木に登るなと言われ、落下する。
〈北部〉のどこかで、シオン・グレイジョイ(アルフィー・アレン)は少年に救われて、シオンの姉のヤーラが待っているというディープウッド・モット(〈深林の小丘城〉)に向かう。城の地下のトンネルの入り口で、シオンはスターク家の少年たちを見つけられなかったため殺しておらず、ダグマーが代わりに別の子供を殺したのだと少年に語る。城に入った時、少年は明かりをつけて、シオンが脱出したばかりの地下牢に連れ戻したことを明らかにし、そこにいた男たちにはシオンが牢番を殺して脱走したので連れ戻したと言う。

### リヴァーランド
リヴァーランドを旅しながら、ロック(ノア・テイラー)とその部下の男たちは、剣をふるう腕を斬り落とされたジェイミー(ニコライ・コスター＝ワルドー)のことを嘲る。ジェイミーは落馬するが、剣を奪い攻撃する。だが弱った体で左手しか使えないため簡単に倒される。後に、キャンプでブライエニー(グェンドリン・クリスティー)は、食事を拒否し死にたいと言うジェイミーに語りかける。今のジェイミーは負け犬だと非難し、ロックに復讐するために生き伸びろと言う。
アリア(メイジー・ウィリアムズ)、ジェンドリー、”ハウンド”サンダー・クレゲイン(ロリー・マッキャン)は、ミアのソロスとその部下によって、〈旗印のない兄弟団〉の隠れ家に連れて行かれ、ベリック・ドンダリオン(リチャード・ドーマー)に引き会わされる。ドンダリオンはハウンドを殺人の罪で追及するが、ハウンドは王を守るための殺人しかしていないと言う。アリアは、友達で肉屋の息子のマイカーをハウンドが殺したと〈兄弟団〉に話すが、ハウンドは弁解して、マイカーが最初に襲ってきたと言うジョフリーの言葉を信じていただけだと言う。ドンダリオンはハウンドに決闘裁判を宣告する。

### 〈壁〉の向こう側
グレン、エッド、ラストらは〈クラスターの砦〉で豚の世話をさせられる。ラストはクラスター(ロバート・パフ)を信用できないと言う。サム(ジョン・ブラッドリー)とジリ(ハンナ・マリー)は、もしもクラスターがジリの男の子のことを知ったらどうなるのかを話し合う。〈冥夜の守人〉は死んだ仲間たちの葬式を行い、夕食のためクラスターの砦に戻る。カール(バーン・ゴーマン)はクラスターに粗末な食事の文句を言い、クラスターを私生児と呼ぶ。クラスターは手斧を手にし、再び私生児と呼ばれた時、カールに襲いかかるが、喉を刺されて死ぬ。モーモント総帥(ジェームズ・コスモ)がカールと戦おうとした時、ラストが背中を刺し、総帥が倒れたあとも何度も胸を刺す。〈冥夜の守人〉の間で戦いが始まり、サムはジリと幼児を連れて逃げ出す。

### 狭い海の向こう側
アスタポアで、デナーリス(エミリア・クラーク)は、ドラゴン一頭と、奴隷商人クラズニスの〈穢れなき軍団〉を交換する。取引終了後、デナーリスはヴァリリア語を話すことができることを明らかにし、ドラゴンに命令してクラズニスを殺させる。デナーリスは、自分のものになった〈穢れなき軍団〉に、アスタポアを略奪して奴隷商人を殺し、子供は助けて奴隷は解放するよう命じる。戦いの後、デナーリスは〈穢れなき軍団〉を解放し、自分のもとにとどまるか立ち去るか選ばせる。誰ひとり立ち去ろうとはせず、一斉に槍を打ちならしてデナーリスを支持し、デナーリスとその軍団はアスタポアを出る。

## 製作

### 脚本
原作第三部『剣嵐の大地』の第13、28、32、34、35章に基づいて、プロデューサーでもあるデイヴィッド・ベニオフ と D・B・ワイスが脚本を書いた。ヴァリスが去勢された話は第二部『王狼たちの戦旗』から取られた。
ベニオフとワイスは、本エピソードをシリーズのターニング・ポイントにしようとした。原作を読んでいた時、デナーリスの最後のシーンを読んで心を動かされ、映像化について考えたことを覚えていると語った。
最後のシーンでは、短いフレーズは別として、〈高ヴァリリア語〉がデナーリスによって初めて話された。それまでは、古代ヴァリリア帝国の言語がクレオール化した、〈低ヴァリリア語〉のアスタポア方言だけが、奴隷商人のクラズニスによって話されていた。言語創作のために雇われたデイヴィッド・J・ピーターソンが両方の言語を設計した。

### キャスティング
本エピソードではベリック・ドンダリオン公が、リチャード・ドーマーに演じられて再登場する。第一章では、デイヴィッド・マイケル・スコットが演じてわずかに登場し、エダード・スタークにグレガー・クレゲインを逮捕するよう命じられていた。

### 監督
本エピソードは、アレックス・グレイヴスが初めて監督した。プロデューサーは、特にアスタポアでの最後のシーンの扱いを称賛し、「大勢の人が出演して、沢山アクションがあって、大量の特殊効果作業があるので心配していたシーンを数日で撮ってしまった。8日はかかるところを2、3日で終わった」と語った。

### ロケーション
室内シーンはベルファスト近郊のスタジオで撮られ、野外のシーンの多くは北アイルランドの各地で撮られた。レディ・オレナとヴァリスが庭で語るシーンはクロアチアの植物園で撮られた。

デナーリスのシーンはモロッコで撮られた。城壁と壁のシーンはワルザザートで撮られた。この壁は、2005年の映画『キングダム・オブ・ヘブン』のために、エルサレムの城壁を模して建てられたものである。

## 評判

### 視聴者数
初回放送は487万人が視聴し、18-49歳の年齢層では2.6%が視聴した。同夜の再放送は103万人が見たため、合計では590万人が視聴した。

### 賞
エミリア・クラークは2013年プライムタイム・エミー賞の助演女優賞ドラマシリーズ部門にノミネートされたため、本エピソードを提出した。ダイアナ・リグは本エピソードでの演技により、ゲスト女優賞ドラマ部門にノミネートされた。また、本エピソードは同賞音響編集賞シリーズ部門と音響賞コメディおよびドラマシリーズ部門(一時間)にノミネートされた。

## 参照
1. ↑  Kondolojy, Amanda (2013年4月23日). “Sunday Cable Ratings: 'Game of Thrones' Wins Night + NBA Playoffs, 'Real Housewives of Atlanta', 'Vikings' & More”.   TV by the numbers. 2013年4月23日閲覧。